# كريس ريتشاردسون
كريس ريتشاردسون (بالإنجليزية: Chris Richardson)‏ هو مغني أمريكي، ولد في 19 فبراير 1984 في Soignies ‏ في بلجيكا.

## وصلات خارجية
- كريس ريتشاردسون على موقع IMDb (الإنجليزية)
- كريس ريتشاردسون على موقع ميوزك برينز (الإنجليزية)
- كريس ريتشاردسون على موقع ديسكوغز (الإنجليزية)
- كريس ريتشاردسون على موقع قاعدة بيانات الفيلم (الإنجليزية)